# Месхадзе, Тенгиз
Тенгиз Месхадзе (род. 8 февраля 1969, Кутаиси) — советский и грузинский боксёр, представитель полусредней весовой категории. Выступал за сборную Грузии по боксу на всём протяжении 1990-х годов, серебряный призёр чемпионата СССР, победитель и призёр турниров международного значения, участник летних Олимпийских игр в Атланте. Также известен как тренер по боксу.

## Биография
Тенгиз Месхадзе родился 8 февраля 1969 года в городе Кутаиси Грузинской ССР.
Первого серьёзного успеха в боксе добился в сезоне 1991 года, когда побывал на чемпионате СССР в Казани и привёз оттуда награду серебряного достоинства, выигранную в зачёте полусредней весовой категории — в решающем финальном поединке был остановлен боксёром из Воронежа Владимиром Ерещенко.
После распада Советского Союза вошёл в основной состав национальной сборной Грузии. Так, в 1992 году одержал победу на международном турнире «Ахмет Джёмерт» в Стамбуле.
В 1993 году стал серебряным призёром «Ахмет Джёмерт», выступил на чемпионате Европы в Бурсе и на чемпионате мира в Тампере, но попасть в число призёров на этих соревнованиях не смог.
Боксировал на Мемориале Странджи 1996 года в Софии, проиграв в четвертьфинале румыну Марьяну Симьону, и на европейском первенстве в Вайле, где тоже дошёл до четвертьфинала. Благодаря череде удачных выступлений удостоился права защищать честь страны на летних Олимпийских играх в Атланте, однако уже в стартовом поединке категории до 67 кг со счётом 4:10 потерпел поражение от американца Фернандо Варгаса, будущего чемпиона мира среди профессионалов, и сразу же выбыл из борьбы за медали.
Впоследствии оставался действующим спортсменом ещё в течение одного олимпийского цикла. В 2000 году отметился выступлением на турнире Multi Nations в Ливерпуле.
Завершив спортивную карьеру, занялся тренерской деятельностью. Занимал должность главного тренера национальной сборной Грузии по боксу.